# Редька, Степан Емельянович
Степан Емельянович Редька (13 июля 1915 — 31 мая 2006) — старшина Советской армии; участник Великой Отечественной войны и полный кавалер ордена Славы.

## Биография
Родился 13 июля 1915 года в селе Варва (ныне Черниговская область, Украина) в крестьянской семье. По национальности — украинец. После окончания десяти классов работал слесарем на заводе шлифовальных станков в посёлке Ладан (ныне Прилукский район, Черниговская область). С 1937 по 1940 год служил в Красной армии. Участвовал в советско-финской войне 1939—1940 годов. В 1940 году вступил в ВКП(б).
24 марта 1944 года был повторно призван в ряды Красной армии, а 5 мая того же года был направлен в действующую армию. Воевал на 1-м и 2-м Прибалтийских фронтах, а также на Ленинградском фронте; участвовал в Полоцкой, Шяуляйской, Рижской и Мемельской наступательных операциях и в Курляндском котле.
1 июля 1944 года в период проведения Полоцкой наступательной операции, во время боёв за населённые пункты Дубровка и Жалнерки (ныне Полоцкий район, Витебская область, Беларусь), красноармеец Степан Редька под вражеским огнём непрерывно подносил снаряды к орудию и автоматным огнём уничтожал отступающего врага. 21 июля того же года Степан Редька был награждён медалью «За отвагу».
В период с 14 по 20 июля 1944 года в период проведения Шяуляйской наступательной операции, во время боёв за деревню Подрезы (ныне близ города Даугавпилс, Латвия) Степан Редька вовремя подносил снаряды к орудийному расчёту, чем обеспечил непрерывный огонь по врагу. В этот промежуток времени было отбито 4 вражеские контратаки, уничтожено 8 пулемётных точек и 15 немецких солдат. 22 августа того же года Степан Редька был награждён орденом Славы 3-й степени.
5 октября 1944 года после начала Мемельской наступательной операции, во время прорыва вражеской обороны близ населённых пунктов Рексчай и Чуйны (ныне Шяуляйский район, Шяуляйский уезд, Литва), наводчик орудия Степан Редька подавил вражеский пулемёт и 75-миллиметровую пушку, повредил самоходную артиллерийскую установку «Фердинанд» и уничтожил 8 немецких солдат. 16 ноября того же года красноармеец Степан Редька был награждён орденом Славы 2-й степени.
4 марта 1945 года во время боёв близ населённого пункта Спарвини (ныне Броценский край, Латвия) Степан Редька вёл огонь по врагу с закрытых огневых позиций, во время этого боя был поражён вражеский пулемёт и значительное количество немецких солдат. Во время последующего наступления Степан Редька уничтожил вражеский пулемёт и 15 немецких солдат. 29 июня того же года Степан Редька был награждён орденом Славы 1-й степени, став полным кавалером ордена Славы.
Принимал участие в параде Победы на Красной площади 24 июня 1945 года. Демобилизовался в ноябре 1945 года. После демобилизации жил в посёлке городского типа Варва, где работал главным бухгалтером на Варвинском районном узле связи. В 1968 году получил звание старшины. Скончался 31 мая 2006 года и был похоронен на центральном кладбище Варвы.

## Награды
Степан Емельянович Редька был награждён следующими орденами и медалями:
- Орден Отечественной войны 1-й степени (11 марта 1985)[3];
- Орден Славы 1-й степени (29 июня 1945 — № 2945);
- Орден Славы 2-й степени (11 ноября 1944 — № 7488)[4];
- Орден Славы 3-й степени (22 августа 1944 — № 102019)[5];
- Медаль «За отвагу» (21 июля 1944)[6];
- Медаль «За победу над Германией в Великой Отечественной войне 1941—1945 гг.»;
- Медаль «В ознаменование 100-летия со дня рождения Владимира Ильича Ленина»;
- Юбилейная медаль «Двадцать лет Победы в Великой Отечественной войне 1941—1945 гг.»;
- Юбилейная медаль «50 лет Вооружённых Сил СССР»;
- также ряд прочих [юбилейных] медалей;
- Знак «25 лет победы в Великой Отечественной войне».